# Josef Struber

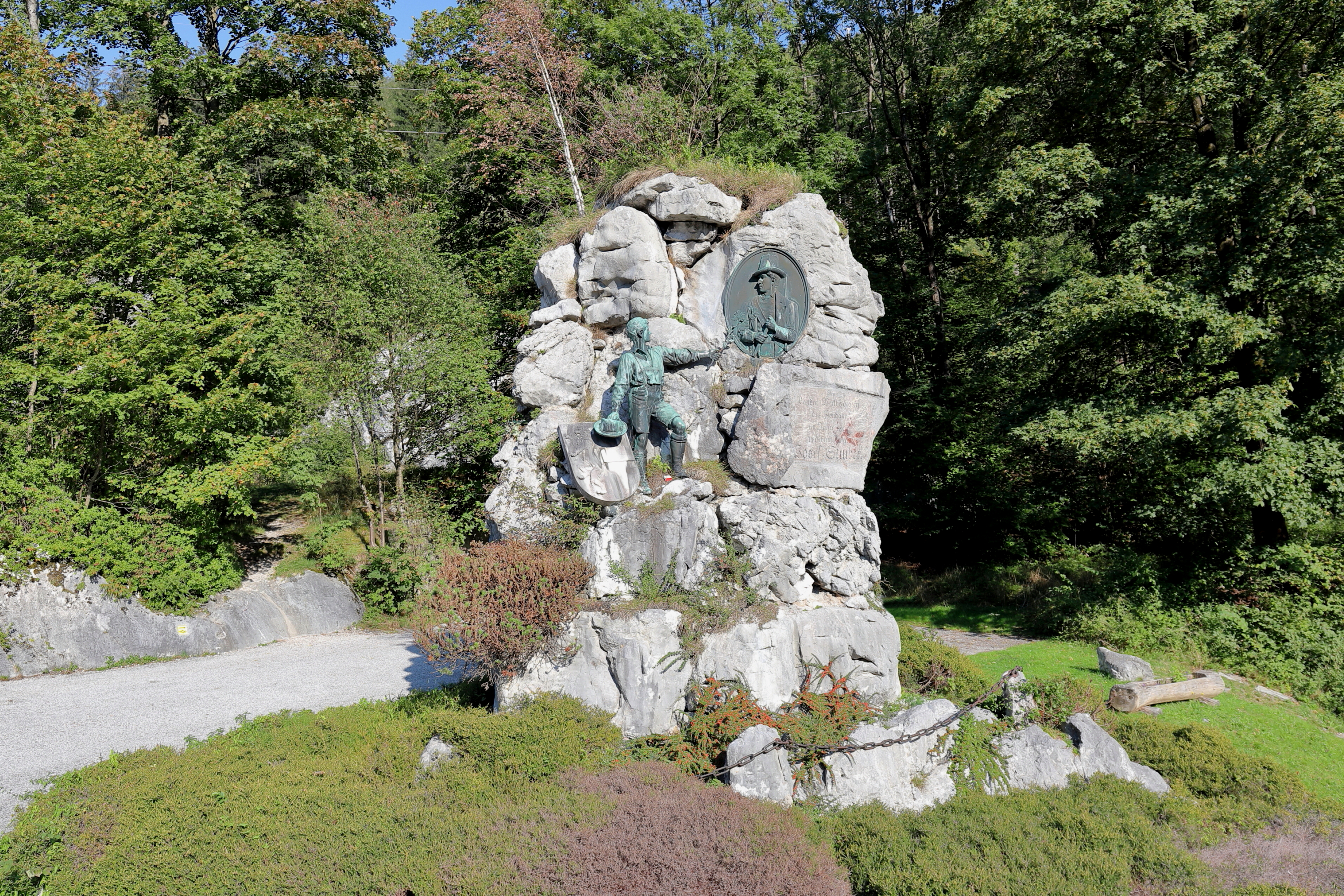
Struber-Denkmal am Pass Lueg

Josef Struber (* 13. Februar 1773 in Stegenwald, Gemeinde Werfen, Salzburg; † 19. Juli 1845 ebenda) war ein österreichischer Gastwirt und Schützenhauptmann.
Als Mitstreiter von Andreas Hofer verteidigte er am 25. September 1809 mit P. Sieberer aus Pfarrwerfen den Pass Lueg gegen die Franzosen und Bayern. Der „Joseph Struber Verein“ errichtete zu Ehren von Josef Struber 1898 auf der Passhöhe ein Denkmal nach einem Entwurf des Bildhauers Hubert Spannring.